# Wolf WR2
La Wolf WR2 fu una vettura di Formula 1 che corse nella stagione 1977. Spinta da un tradizionale motore  Ford Cosworth DFV fu concepita da Harvey Postlethwaite,già ideatore della Wolf WR1, che fu la prima vettura che il costruttore canadese presentò in Formula 1 quello stesso anno.
Esordì al Gran Premio di Spagna 1977, e corse in tutto solo 4 gare mondiali, tra l'altro non consecutive, con al volante sempre e solo Jody Scheckter. Curiosamente in queste quattro gare la vettura conquistò sempre un posizionamento sul podio: secondo in Germania, terzo in Spagna, Olanda e Stati Uniti-Est. In Germania Scheckter con questa vettura conquistò la pole position.